# Académie de l'Air de l'Armée impériale japonaise
L'Académie de l'Air de l'Armée impériale japonaise (陸軍航空士官学校, Rikugun Koukuu Shikan Gakkō) était le principal centre de formation du Service aérien de l'Armée impériale japonaise.

## Liste des superintendants
- Major général Hayashi Kinoshita (ja)：1er octobre 1937
- Major général Shozo Teraguchi：1er juillet 1939
- Lieutenant général Hayashi Kinoshita：15 septembre 1941
- Major général Saburo Endo：1er décembre 1942
- Lieutenant général Michio Sugawara：1er mai 1943
- Lieutenant général Yoshitoshi Tokugawa：28 mars 1944

## Étudiants notables
- Ramesh Sakharam Benegal (en)：Commodore de la force aérienne indienne